# Джума (місто)

Джума (узб. Juma) — місто в Узбекистані, адміністративний центр Пастдаргомського району Самаркандської області Узбекистану. Залізнична станція за 30 км на північний-захід від Самарканда. У 1970 році населення становило 8 тисяч, у 1989 році — 15,6 тисяч, у 2007 — 20,3 тисяч мешканців. Бавовноочисний завод. Театр сатири.

## Населення
| 1959 | 1970 | 1979   | 1989   |
| ---- | ---- | ------ | ------ |
| 5924 | 8055 | 12 654 | 15 571 |